# Naken ragglav
Naken ragglav (Umbilicaria grisea) är en lavart som beskrevs av Hoffm. Naken ragglav ingår i släktet Umbilicaria och familjen Umbilicariaceae.  Arten är reproducerande i Sverige. Inga underarter finns listade i Catalogue of Life.

## Källor

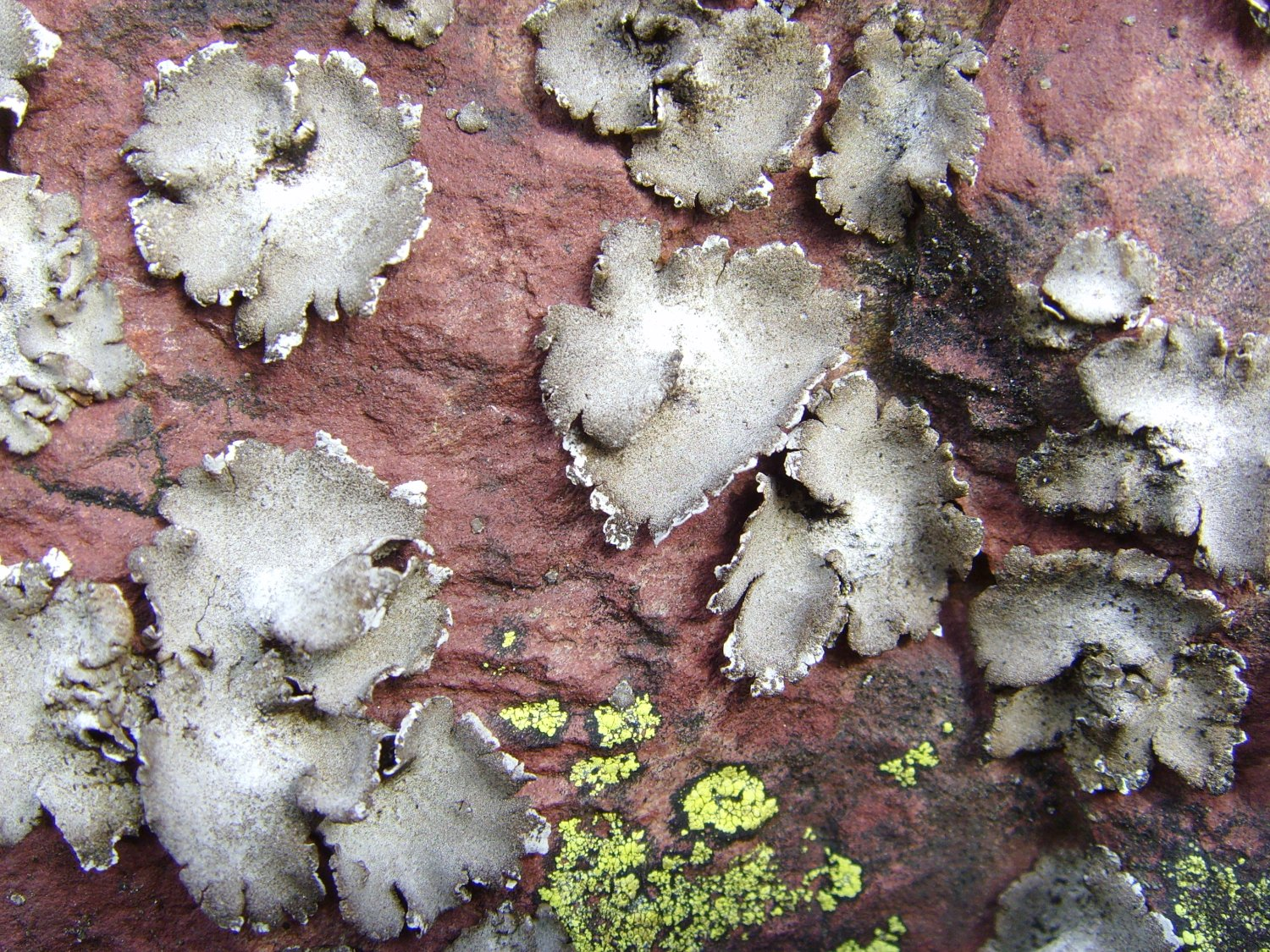
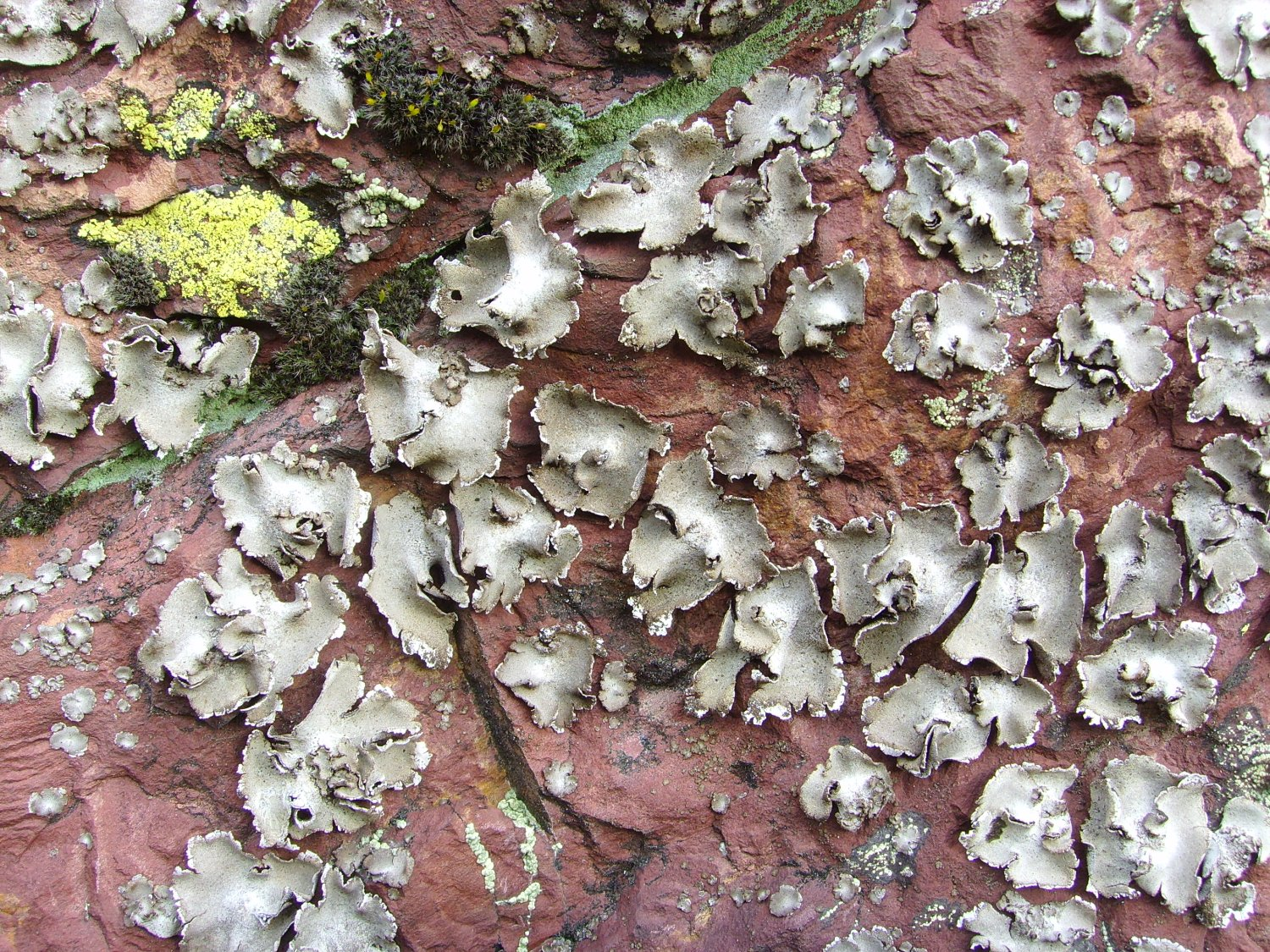